# Baniakadougou
Baniakadougou fou una regió de l'actual Mali, que existia al segle xix durant la conquesta colonial francesa, situada entre el Gangaran (al nord) i el Bouré (al sud).
Era part de l'Imperi de Mali. Sané-Nianga Taraoré, governador de Gangaran, va conquerir el Baniakadougou i algunes zones de les valls del Kolama, el Bafing i el Soulou i va fundar un regne (anomenat Gangaran) que fou vassall de Mali i més tard independent.